# Lijst van gemeentelijke monumenten in Bergen (Limburg)
De gemeente Bergen in de provincie Limburg heeft 84 gemeentelijke monumenten. Hieronder een overzicht. 

## Afferden
De plaats Afferden kent 10 gemeentelijke monumenten:
| Object                             | Bouwjaar | Architect      | Locatie                                                                   | Coördinaten                  | Nr.        | Afbeelding                         |
| ---------------------------------- | -------- | -------------- | ------------------------------------------------------------------------- | ---------------------------- | ---------- | ---------------------------------- |
| Paterskapel                        | 1880     |                | Bleijenbeek ongenummerd in het bos nabij de ruïne van Kasteel Bleijenbeek | 51° 38' 20" NB, 6° 2' 40" OL | 0893/WN001 | Meer afbeeldingen                  |
| Sint-Jozefkapel                    |          |                | Bleijenbeek ongenummerd                                                   | 51° 38' 13" NB, 6° 3' 13" OL | 0893/WN002 | Meer afbeeldingen                  |
| Woonhuis                           |          |                | Dorpstraat 7                                                              | 51° 38' 9" NB, 6° 0' 27" OL  | 0893/WN003 | Woonhuis                           |
| Hotel Sleutels                     |          |                | Dorpstraat 64                                                             | 51° 38' 2" NB, 6° 0' 39" OL  | 0893/WN004 | Hotel Sleutels                     |
| Voormalige pastorie thans woonhuis |          |                | Dorpstraat 70                                                             | 51° 38' 2" NB, 6° 0' 34" OL  | 0893/WN009 | Voormalige pastorie thans woonhuis |
| Veldkruis                          |          |                | Kapelstraat bij 43                                                        | 51° 38' 14" NB, 6° 1' 1" OL  | 0893/WN005 | Meer afbeeldingen                  |
| Toegangspoort van het kerkhof      |          |                | Langstraat ongenummerd                                                    | 51° 38' 4" NB, 6° 0' 47" OL  | 0893/WN006 | Toegangspoort van het kerkhof      |
| HH. Cosmas en Damianuskerk         | 1958     | Kayser, J.H.J. | Mgr. Fredrixplein 4                                                       | 51° 38' 3" NB, 6° 0' 33" OL  | 0893/WN007 | Meer afbeeldingen                  |
| Boerderij                          |          |                | Rimpelt 19                                                                | 51° 38' 4" NB, 6° 1' 46" OL  | 0893/WN008 | Boerderij                          |
| Boerderij thans woning             |          |                | Hengeland 20                                                              | 51° 38' 51" NB, 6° 0' 24" OL | 0893/WN010 | Boerderij thans woning             |

## Aijen
De plaats Aijen kent 1 gemeentelijk monument:
| Object                              | Bouwjaar | Architect | Locatie    | Coördinaten                  | Nr.        | Afbeelding                          |
| ----------------------------------- | -------- | --------- | ---------- | ---------------------------- | ---------- | ----------------------------------- |
| Voormalige boerderij thans woonhuis |          |           | Aijen 4c-6 | 51° 34' 57" NB, 6° 2' 33" OL | 0893/WN011 | Voormalige boerderij thans woonhuis |

## Bergen
De plaats Bergen kent 19 gemeentelijke monumenten:
| Object                                                                                        | Bouwjaar                  | Architect         | Locatie                     | Coördinaten                  | Nr.        | Afbeelding                                                                                    |
| --------------------------------------------------------------------------------------------- | ------------------------- | ----------------- | --------------------------- | ---------------------------- | ---------- | --------------------------------------------------------------------------------------------- |
| Boerderij de Vorstenhof                                                                       |                           |                   | Aijenseweg 7                | 51° 35' 24" NB, 6° 2' 35" OL | 0893/WN012 | Boerderij de Vorstenhof                                                                       |
| St. Antonius van Padua kapelletje in Traditionalisme stijl                                    | XX a                      |                   | Aijenseweg ongenummerd      | 51° 35' 17" NB, 6° 2' 20" OL | 0893/WN013 | St. Antonius van Padua kapelletje in Traditionalisme stijl                                    |
| Veldkruis                                                                                     |                           |                   | Aijenseweg bij 3            | 51° 35' 39" NB, 6° 2' 8" OL  | 0893/WN014 | Veldkruis                                                                                     |
| Voormalige boerderij thans woonhuis in Traditionalisme stijl                                  | 1924-25                   |                   | Aijerdijk 6                 | 51° 35' 18" NB, 6° 2' 60" OL | 0893/WN015 | Voormalige boerderij thans woonhuis in Traditionalisme stijl                                  |
| Fabrieksgebouw Meldon Plastics                                                                |                           |                   | De Flammert 1102            | 51° 36' 37" NB, 6° 2' 25" OL | 0893/WN016 | Fabrieksgebouw Meldon Plastics                                                                |
| H. Petruskerk                                                                                 | 1932 Herbouw:1948-1950    | Martinus van Beek | Kerkstraat 6                | 51° 35' 59" NB, 6° 2' 0" OL  | 0893/WN017 | H. Petruskerk                                                                                 |
| Pastorie in 19e-eeuws traditioneel stijl                                                      | Eind 19e eeuw             |                   | Kerkstraat 8                | 51° 35' 59" NB, 6° 2' 1" OL  | 0893/WN018 | Pastorie in 19e-eeuws traditioneel stijl                                                      |
| Mariaschool                                                                                   | ca. 1955                  |                   | Kerkstraat 15               | 51° 35' 60" NB, 6° 2' 7" OL  | 0893/WN019 | Mariaschool                                                                                   |
| Woonhuis in Traditionalisme stijl                                                             | ca 1924                   |                   | Kerkstraat 17               | 51° 35' 59" NB, 6° 2' 7" OL  | 0893/WN020 | Woonhuis in Traditionalisme stijl                                                             |
| Veldkruis                                                                                     |                           |                   | Maasstraat bij 10           | 51° 35' 56" NB, 6° 1' 51" OL | 0893/WN021 | Veldkruis                                                                                     |
| Veldkruis                                                                                     |                           |                   | Op de Paal ongenummerd      | 51° 35' 22" NB, 6° 3' 51" OL | 0893/WN022 | Veldkruis                                                                                     |
| Voormalige boerderij thans woonhuis (exclusief de achterbouw) in 19e-eeuws traditioneel stijl | Eind 19e eeuw             |                   | Oude Kerkstraat 8           | 51° 36' 1" NB, 6° 1' 57" OL  | 0893/WN023 | Voormalige boerderij thans woonhuis (exclusief de achterbouw) in 19e-eeuws traditioneel stijl |
| Voormalige boerderij thans woonhuis                                                           | 1778 (kern), 1881 (gevel) |                   | Oude Kerkstraat 11          | 51° 36' 3" NB, 6° 1' 54" OL  | 0893/WN024 | Voormalige boerderij thans woonhuis                                                           |
| Kerkhofmuur                                                                                   |                           |                   | Oude Kerkstraat ongenummerd | 51° 36' 3" NB, 6° 1' 54" OL  | 0893/WN025 | Kerkhofmuur                                                                                   |
| Voormalige boerderij thans woonhuis in Traditionalisme stijl                                  | XX a                      |                   | Parallelweg 8               | 51° 35' 8" NB, 6° 3' 52" OL  | 0893/WN026 | Voormalige boerderij thans woonhuis in Traditionalisme stijl                                  |
| Voormalige tramhal, thans atelier in Traditionalisme stijl                                    | 1913                      |                   | Rijksweg 2                  | 51° 36' 17" NB, 6° 2' 46" OL | 0893/WN027 | Voormalige tramhal, thans atelier in Traditionalisme stijl                                    |
| Transformatorhuisje                                                                           |                           |                   | Rijksweg 43                 | 51° 35' 21" NB, 6° 3' 45" OL | 0893/WN028 | Transformatorhuisje                                                                           |
| Voormalige stoom-zuivelfabriek St. Antonius Abt en naast gelegen voormalige directeurswoning  |                           |                   | Rijksweg 44-46              | 51° 35' 23" NB, 6° 3' 40" OL | 0893/WN029 | Voormalige stoom-zuivelfabriek St. Antonius Abt en naast gelegen voormalige directeurswoning  |
| Voormalige boerderij thans woonhuis                                                           |                           |                   | Weth. Kortingstraat 8       | 51° 35' 6" NB, 6° 2' 34" OL  | 0893/WN030 | Voormalige boerderij thans woonhuis                                                           |

## Siebengewald
De plaats Siebengewald kent 10 gemeentelijke monumenten:
| Object                                                                 | Bouwjaar | Architect | Locatie                       | Coördinaten                  | Nr.        | Afbeelding                                                             |
| ---------------------------------------------------------------------- | -------- | --------- | ----------------------------- | ---------------------------- | ---------- | ---------------------------------------------------------------------- |
| Voormalige marechausseekazerne thans woonhuis in Traditionalisme stijl | ca 1926  |           | Augustinusweg 2               | 51° 39' 10" NB, 6° 6' 47" OL | 0893/WN031 | Voormalige marechausseekazerne thans woonhuis in Traditionalisme stijl |
| Voormalige boerderij thans woonhuis                                    |          |           | Augustinusweg 34              | 51° 39' 29" NB, 6° 6' 1" OL  | 0893/WN032 | Voormalige boerderij thans woonhuis                                    |
| H. Jozefkerk                                                           |          |           | Boterdijk 2                   | 51° 39' 7" NB, 6° 5' 55" OL  | 0893/WN033 | H. Jozefkerk                                                           |
| Veldkruis                                                              |          |           | Gaesdoncksestraat ongenummerd | 51° 38' 59" NB, 6° 6' 40" OL | 0893/WN034 | Veldkruis                                                              |
| Boerderij thans woonhuis                                               |          |           | Gochsedijk 8                  | 51° 38' 26" NB, 6° 5' 21" OL | 0893/WN035 | Boerderij thans woonhuis                                               |
| Boerderij                                                              |          |           | Gochsedijk 11                 | 51° 38' 21" NB, 6° 5' 7" OL  | 0893/WN036 | Boerderij                                                              |
| Veldkruis                                                              |          |           | Gochsedijk ongenummerd        | 51° 38' 15" NB, 6° 5' 2" OL  | 0893/WN037 | Veldkruis                                                              |
| Voormalige klooster thans appartementencomplex                         |          |           | Kloosterweg 13-15-17-19-21    | 51° 39' 19" NB, 6° 6' 16" OL | 0893/WN038 | Voormalige klooster thans appartementencomplex                         |
| Pastorie                                                               |          |           | Nieuweweg 98                  | 51° 39' 6" NB, 6° 5' 55" OL  | 0893/WN039 | Pastorie                                                               |
| Voormalige boerderij thans woonhuis in Traditionalisme stijl           | ca 1915  |           | Augustinusweg 9               | 51° 39' 11" NB, 6° 6' 41" OL | 0893/WN040 | Voormalige boerderij thans woonhuis in Traditionalisme stijl           |

## Well
De plaats Well kent 32 gemeentelijke monumenten:
| Object                                                                                  | Bouwjaar                                   | Architect     | Locatie               | Coördinaten                  | Nr.        | Afbeelding                                                                              |
| --------------------------------------------------------------------------------------- | ------------------------------------------ | ------------- | --------------------- | ---------------------------- | ---------- | --------------------------------------------------------------------------------------- |
| Veldkruis                                                                               |                                            |               | Bont Kamp ongenummerd | 51° 34' 14" NB, 6° 3' 13" OL | 0893/WN041 | Veldkruis                                                                               |
| Boerderij Huberdenhof                                                                   |                                            |               | De Kamp 1             | 51° 34' 15" NB, 6° 3' 18" OL | 0893/WN042 | Boerderij Huberdenhof                                                                   |
| Voormalige boerderij                                                                    |                                            |               | De Kamp 5             | 51° 34' 3" NB, 6° 3' 38" OL  | 0893/WN043 | Upload foto                                                                             |
| Boerderij St. Jacobshoeve                                                               |                                            |               | De Kamp 8             | 51° 34' 5" NB, 6° 3' 23" OL  | 0893/WN044 | Boerderij St. Jacobshoeve                                                               |
| Voormalige boerderij thans woonhuis                                                     |                                            |               | De Kamp 10            | 51° 33' 59" NB, 6° 3' 27" OL | 0893/WN045 | Voormalige boerderij thans woonhuis                                                     |
| Kapel van Onze Lieve Vrouw van zeven smarten                                            | 1923                                       |               | De Kamp bij 12        | 51° 33' 55" NB, 6° 2' 43" OL | 0893/WN048 | Kapel van Onze Lieve Vrouw van zeven smarten                                            |
| Boerderij Kapelhof in Traditionalisme stijl                                             | 1930                                       |               | De Kamp 16            | 51° 33' 56" NB, 6° 3' 33" OL | 0893/WN046 | Boerderij Kapelhof in Traditionalisme stijl                                             |
| Vrijstaande schuur                                                                      |                                            |               | De Kamp bij 16        | 51° 33' 57" NB, 6° 3' 32" OL | 0893/WN047 | Vrijstaande schuur                                                                      |
| Voormalige boerderij thans woonhuis In den Nagtegaal                                    |                                            |               | de Paad 3             | 51° 33' 28" NB, 6° 4' 57" OL | 0893/WN049 | Voormalige boerderij thans woonhuis In den Nagtegaal                                    |
| Voormalige boerderij thans woonhuis                                                     |                                            |               | Elsteren 6            | 51° 33' 13" NB, 6° 4' 42" OL | 0893/WN050 | Voormalige boerderij thans woonhuis                                                     |
| Voormalige boerderij thans woonhuis                                                     |                                            |               | Elsteren 11           | 51° 33' 17" NB, 6° 4' 37" OL | 0893/WN051 | Voormalige boerderij thans woonhuis                                                     |
| Voormalige boerderij thans woonhuis Brouwershof                                         |                                            |               | Elsterendijk 28       | 51° 33' 30" NB, 6° 4' 57" OL | 0893/WN052 | Voormalige boerderij thans woonhuis Brouwershof                                         |
| Woonhuis in Traditionalisme stijl                                                       | ca 1925                                    |               | Grotestraat 7         | 51° 32' 57" NB, 6° 5' 46" OL | 0893/WN053 | Woonhuis in Traditionalisme stijl                                                       |
| Veerhuis, al heel lang horecapand                                                       | circa 1880                                 |               | Grotestraat 11        | 51° 32' 54" NB, 6° 5' 28" OL | 0893/WN054 | Veerhuis, al heel lang horecapand                                                       |
| Oudste Veerhuis en Woonhuis                                                             | 1900                                       |               | Grotestraat 13        | 51° 32' 54" NB, 6° 5' 27" OL | 0893/WN055 | Oudste Veerhuis en Woonhuis                                                             |
| Later gesplitst dwars huis                                                              | 1676, 19de-eeuwse topgevel                 |               | Grotestraat 21-23     | 51° 32' 54" NB, 6° 5' 25" OL | 0893/WN056 | Later gesplitst dwars huis                                                              |
| Woonhuis                                                                                |                                            |               | Grotestraat 36        | 51° 32' 54" NB, 6° 5' 32" OL | 0893/WN057 | Woonhuis                                                                                |
| Voormalig Pruisisch tolkantoor/ambtswoning met invloeden van Neorenaissance-stijl       | gevel ca. 1875                             |               | Grotestraat 37        | 51° 32' 56" NB, 6° 5' 21" OL | 0893/WN058 | Voormalig Pruisisch tolkantoor/ambtswoning met invloeden van Neorenaissance-stijl       |
| Woonhuis                                                                                |                                            |               | Grotestraat 41        | 51° 32' 56" NB, 6° 5' 18" OL | 0893/WN059 | Woonhuis                                                                                |
| Voormalige 17e-eeuwse herberg Het Roode Hert met gevel in 19e-eeuwse traditionele stijl | gevel ca. 1870                             |               | Grotestraat 48-50     | 51° 32' 54" NB, 6° 5' 28" OL | 0893/WN060 | Voormalige 17e-eeuwse herberg Het Roode Hert met gevel in 19e-eeuwse traditionele stijl |
| Voormalige horecagelegenheid met woonhuis Walaria in 19e-eeuws traditioneel stijl       | ca. 1880                                   |               | Grotestraat 60        | 51° 32' 55" NB, 6° 5' 25" OL | 0893/WN061 | Voormalige horecagelegenheid met woonhuis Walaria in 19e-eeuws traditioneel stijl       |
| Woonhuis (exclusief de voorbouw/winkel)                                                 | 1886                                       |               | Grotestraat 74        | 51° 32' 56" NB, 6° 5' 22" OL | 0893/WN062 | Woonhuis (exclusief de voorbouw/winkel)                                                 |
| H. Vituskerk                                                                            | 1956-1958                                  | Jan Ramaekers | Hoenderstraat 9       | 51° 32' 60" NB, 6° 5' 24" OL | 0893/WN063 | H. Vituskerk                                                                            |
| Pastorie in 19e-eeuws traditioneel stijl                                                | 1781 met later gepleisterde gevel ca. 1875 | Wirtz         | Hoenderstraat 16      | 51° 32' 58" NB, 6° 5' 25" OL | 0893/WN064 | Pastorie in 19e-eeuws traditioneel stijl                                                |
| Transformatorhuisje in Traditionalisme stijl                                            | 1935                                       |               | Hoenderstraat 32      | 51° 32' 55" NB, 6° 5' 33" OL | 0893/WN065 | Transformatorhuisje in Traditionalisme stijl                                            |
| Voormalige boerderij (woonhuis en schuur)                                               |                                            |               | Kasteellaan 17-19     | 51° 33' 19" NB, 6° 5' 35" OL | 0893/WN066 | Voormalige boerderij (woonhuis en schuur)                                               |
| Veldkruis                                                                               |                                            |               | Kasteellaan bij 20    | 51° 33' 14" NB, 6° 5' 26" OL | 0893/WN067 | Veldkruis                                                                               |
| Veldkruis                                                                               |                                            |               | Kasteellaan bij 23    | 51° 33' 17" NB, 6° 5' 40" OL | 0893/WN068 | Veldkruis                                                                               |
| Voormalige brouwerij thans hotel/restaurant Grote Waaij                                 |                                            |               | Kevelaarsedijk 1      | 51° 33' 10" NB, 6° 6' 25" OL | 0893/WN069 | Voormalige brouwerij thans hotel/restaurant Grote Waaij                                 |
| Voormalig tolhuis thans woonhuis                                                        |                                            |               | Knikkerdorp 10        | 51° 32' 38" NB, 6° 7' 5" OL  | 0893/WN070 | Voormalig tolhuis thans woonhuis                                                        |
| Mariakapel                                                                              |                                            |               | Knikkerdorpweg bij 8  | 51° 33' 22" NB, 6° 6' 27" OL | 0893/WN071 | Mariakapel                                                                              |
| Transformatorhuisje                                                                     |                                            |               | Moleneind 11          | 51° 33' 26" NB, 6° 5' 41" OL | 0893/WN072 | Transformatorhuisje                                                                     |

## Wellerlooi
De plaats Wellerlooi kent 12 gemeentelijke monumenten:
| Object                                                                                | Bouwjaar       | Architect      | Locatie                                            | Coördinaten                   | Nr.        | Afbeelding                                                                            |
| ------------------------------------------------------------------------------------- | -------------- | -------------- | -------------------------------------------------- | ----------------------------- | ---------- | ------------------------------------------------------------------------------------- |
| St. Antonius van Padua kapel in Neogotiek stijl                                       | ca 1905        |                | Catharinastraat bij 24                             | 51° 32' 2" NB, 6° 8' 11" OL   | 0893/WN073 | St. Antonius van Padua kapel in Neogotiek stijl                                       |
| H. Catharinakerk                                                                      | 1953           | Pierre Weegels | Catharinastraat 26                                 | 51° 32' 4" NB, 6° 8' 12" OL   | 0893/WN074 | Meer afbeeldingen                                                                     |
| Voormalige houthandel thans boerderij Kanaalmond in Traditionalisme stijl             | ca 1910 / 1860 |                | Hamert 6                                           | 51° 30' 20" NB, 6° 10' 17" OL | 0893/WN075 | Voormalige houthandel thans boerderij Kanaalmond in Traditionalisme stijl             |
| Voormalig bakhuisje                                                                   |                |                | Kruisstraat tegenover 41                           | 51° 32' 16" NB, 6° 7' 46" OL  | 0893/WN076 | Voormalig bakhuisje                                                                   |
| Voormalige boerderij (exclusief de vrijstaande schuur)                                |                |                | Kruisstraat 41                                     | 51° 32' 15" NB, 6° 7' 47" OL  | 0893/WN077 | Voormalige boerderij (exclusief de vrijstaande schuur)                                |
| Voormalige boerderij (woonhuis en vrijstaande schuur) in 19e-eeuws traditioneel stijl | 1859           |                | Looierweg 2                                        | 51° 31' 52" NB, 6° 8' 2" OL   | 0893/WN078 | Voormalige boerderij (woonhuis en vrijstaande schuur) in 19e-eeuws traditioneel stijl |
| St. Annakapel                                                                         |                |                | Looierweg bij 9                                    | 51° 31' 55" NB, 6° 8' 2" OL   | 0893/WN079 | St. Annakapel                                                                         |
| Voormalige boerderij thans woonhuis                                                   |                |                | Rijksweg-Zuid 18                                   | 51° 31' 42" NB, 6° 8' 6" OL   | 0893/WN080 | Voormalige boerderij thans woonhuis                                                   |
| Veldkruis                                                                             |                |                | Rijksweg-zuid ongenummerd tegenover de Kruisstraat | 51° 32' 9" NB, 6° 7' 29" OL   | 0893/WN081 | Veldkruis                                                                             |
| Voormalige boerderij thans woonhuis (exclusief de vrijstaande schuur)                 |                |                | Schaak 2                                           | 51° 32' 18" NB, 6° 7' 46" OL  | 0893/WN082 | Voormalige boerderij thans woonhuis (exclusief de vrijstaande schuur)                 |
| Veldkruis                                                                             |                |                | Tuinstraat / Venweg                                | 51° 32' 55" NB, 6° 9' 49" OL  | 0893/WN083 | Veldkruis                                                                             |
| Gedachtenismonument op landgoed De Hamert                                             | 1950           |                | Twistedenerweg ongenummerd                         | 51° 31' 6" NB, 6° 11' 1" OL   | 0893/WN084 | Gedachtenismonument op landgoed De Hamert                                             |